# Trường Nông nghiệp, Đại học Cần Thơ
Trường Nông nghiệp là một đơn vị đào tạo thuộc Đại học Cần Thơ, một trường đại học trọng điểm quốc gia của  Việt Nam

## Lịch sử hình thành
Tiền thân của trường là Trường Cao đẳng Nông nghiệp trực thuộc Viện Đại học Cần Thơ. Sau năm 1975, trường Cao đẳng Nông nghiệp cơ cấu lại thành khoa Nông nghiệp trực thuộc trường Đại học Cần Thơ. Đến năm 1979, khoa Nông nghiệp chia tách thành 7 khoa gồm Trồng trọt (1977), Chăn nuôi - Thú y (1978), Thủy nông và Cải tạo đất (1978), Cơ khí Nông nghiệp (1978), Chế biến và Bảo quản Nông sản (1978), Kinh tế Nông nghiệp (1979), và Thủy sản (1979). Đến năm 1996, trường Đại học Cần Thơ cơ cấu lại các đơn vị trực thuộc, khoa Nông nghiệp được tái lập trên cơ sở sáp nhập các khoa Trồng trọt, Chăn nuôi – Thú y, Thủy sản (tách thành khoa Thủy sản năm 2002 và trở thành trường Thủy sản năm 2022 do sự phát triển của lĩnh vực thủy sản) và Chế biến. Khoa Nông nghiệp trở thành Trường Nông nghiệp thuộc Trường Đại học Cần Thơ năm 2022 nhằm đẩy mạnh việc phân cấp - phân quyền, tăng vai trò chủ động sáng tạo ở các đơn vị và tạo động lực phát triển đến từng giảng viên.

## Đào tạo
Trường chịu trách nhiệm đào tạo khối ngành nông nghiệp, hợp tác quốc tế, nghiên cứu và chuyển giao công nghệ cho vùng Đồng bằng Sông Cửu Long và cả nước. Trường có 173 viên chức và người lao động, trong đó có 4 Giáo sư, 25 Phó giáo sư, 81 Tiến sĩ và 50 Thạc sĩ. Trường đào tạo 3 chương trình Tiến sĩ, 5 chương trình Thạc sĩ và 13 chương trình bậc Đại học với hơn 7.400 sinh viên đại học, 479 học viên cao học và 75 nghiên cứu sinh tiến sĩ.
Trường có 9 khoa và các đơn vị trực thuộc gồm:
- Khoa Di truyền và chọn giống cây trồng
- Khoa Sinh lý - Sinh hóa
- Khoa Khoa học đất
- Khoa Khoa học cây trồng
- Khoa Bảo vệ thực vật
- Khoa Chăn nuôi
- Khoa Thú y
- Văn phòng trường
- Trại thực nghiệm nông nghiệp

Trường có 41 phòng thí nghiệm, 6.222m² diện tích nhà lưới/nhà màng thực nghiệm, 1 trại thực nghiệm có diện tích hơn 2ha, bệnh xá thú y thực hành cùng 2 xưởng thực nghiệm khác. Trường được nâng cấp và bổ sung nhiều cơ sở thực nghiệm khác qua dự án nâng cấp Đại học Cần Thơ, trong đó bổ sung và nâng cấp thêm 38 phòng thí nghiệm, 3.804m² nhà lưới (trong đó có 6 dãy dùng để thực nghiệm trồng lúa và hoa màu trên giá thể nhỏ giọt, trồng cây ngắn ngày, cây thủy canh,...). Trường có 1 thư viện chuyên ngành có sức chứa phòng đọc hơn 150 chỗ, hơn 5.000 đầu sách chuyên ngành, hơn 15.000 tư liệu luận văn bậc đại học và sau đại học cùng nhiều tạp chí chuyên ngành, bên cạnh hàng chục nghìn đầu sách đa ngành dùng chung tại Trung tâm học liệu trường Đại học Cần Thơ.

## Sự công nhận
Ngành Khoa học cây trồng của trường là một trong số ít ngành đạt chuẩn AUN-QA tại trường Đại học Cần Thơ. Trường nhận được nhiều khen thưởng từ các hoạt động đào tạo và hỗ trợ nhà nông, trong đó có danh hiệu Anh hùng lao động thời kỳ đổi mới (giai đoạn 1989-1999). Bên cạnh đó, trường Đại học Cần Thơ thuộc nhóm hạng 301-350 thế giới (theo QS năm 2022) và đứng đầu Việt Nam ở nhóm ngành Nông - Lâm nghiệp (trong đó có các ngành thuộc trường Nông nghiệp)

## Nghiên cứu khoa học và hợp tác phát triển
Trường có định hướng ứng dụng khoa học kỹ thuật trong nông nghiệp nhằm góp phần phát triển nông nghiệp vùng Đồng bằng Sông Cửu Long hướng tới nông nghiệp công nghệ cao và phát triển bền vững.